# 女人步上楼梯时
《女人步上台阶时》是一部由成瀨巳喜男导演的日本剧情电影。

## 剧情
矢代圭子是一个年近30岁的寡妇，也是銀座酒吧的女主人。随着年龄的增长和，她想開一間酒吧。开酒吧是需要大量资金的，所以她希望能从自己酒吧的那些有钱的老主顾那里获得资助。倔强的圭子却不愿为了自己的利益而接受那些人的施舍。
後來圭子的同事百合已经在她附近开起了一家酒吧，而且抢走了圭子的一大批的老顾客，因此圭子决定重选地址，她开始与自己店里关系最好的同事纯子一起研究在哪里开酒吧比较合适。一天，圭子偶遇百合并提到自己的酒吧有了起色，百合悄悄告诉惠子自己已经深深陷入了债务危机，根本没有钱还贷款，她准备用假自杀的方式来了结她的所有债务，圭子非常担心百合的安危。第二天，圭子突然接到了百合死去的噩耗，也许因为早早计划好要真的自杀，或许是错误估计了安眠药的计量，总之，百合真的不幸身亡了。可是令圭子更为震惊的是，她的债主居然不顾百合家人的感受，仍然不断地催债。
几天后，圭子突然发病，便回到家中修养。然而家中情况并不乐观。她必须给家人钱好帮哥哥了结官司，同时也被要求帮忙支付高额的手续费让自己的侄子接受小儿麻痹症的治疗。圭子告诉家人她需要在公寓与和服上支出大量的资金，因此她没有多余的钱。在母亲和哥哥的再三乞求下，圭子最终不情愿的同意了，然而这也使她自己开酒吧的计划付之东流。
回到酒吧后，偶尔在酒吧作陪的一个“有钱男人”关根向她求婚，却被圭子发现是个假大款。而后，圭子便开始向有钱的商人藤崎献媚。然而一夜缠绵之后，藤崎留下了点钱并告诉惠子，自己不能放弃自己的家庭，而且他已经被调到大阪去工作，不能和她在一起了。曾经因为圭子的矜持而被倾倒的小松，因为发现圭子与藤崎的不正当关系，激烈争吵之后也扬长而去，圭子变得更加伤心欲裂。最终，圭子强颜欢笑地回到酒吧工作。绕了一圈，日子又回到了原来的起点……

## 演員表
- 高峰秀子 ... 矢代圭子
- 森 雅之 ... 藤崎信彦
- 团令子 ... 市桥纯子
- 仲代達矢 ... 小松谦一
- 加东大介 ... 关根松吉
- 中村雁治郎 ... 乡田勇蔵
- 淡路惠子 ... 中尾百合
- 千石规子 ... 算命者

## 主题
成瀨巳喜男曾提到过：“从年轻的时候，我认为我们所生活的世界会背叛我们，我现在依旧有这种想法”